# Kamp (rzeka)
Kamp – rzeka w Dolnej Austrii. Długość - 153 km. 
Kamp powstaje z połączenia rzek Große Kamp i Kleine Kamp, których źródła znajdują się w Lesie Weinsberg w austriackiej części Masywu Czeskiego. Rzeka płynie na wschód, przed barierą wzgórz Manhartsberg skręca na południe i uchodzi do Dunaju na wschód od Krems an der Donau. W latach 1949–1957 w górnym biegu Kamp zbudowano trzy zbiorniki wodne: Ottensteiner Stausee, Dobrastausee, Thurnberger Stausee. 